# Morti nel 1992/Aprile
| Questa pagina contiene informazioni ricavate automaticamente dalle voci biografiche con l'ausilio del template Bio e di un bot. L'aggiornamento è periodico e automatico e ricostruisce completamente la pagina. Se manca una persona in questa lista, sei pregato di non aggiungerla, ma accertati piuttosto che la sua voce biografica contenga il template Bio e che i dati anagrafici siano correttamente compilati. Se il template Bio manca, inseriscilo tu stesso o, in alternativa, metti l'avviso {{tmp\|Bio}} che ne segnala la mancanza. Se i dati riportati sono sbagliati, correggi direttamente la voce biografica; le modifiche saranno visibili in questa lista entro pochi giorni. Per chiarimenti vedi il progetto biografie. La lista contiene solo le 100 persone che sono citate nell'enciclopedia e per le quali è stato implementato correttamente il template Bio. Pagina aggiornata al 3 mar 2024. |

- 1º aprile - Luigi Cattaneo, anatomista italiano (n. 1925)
- 1º aprile - Walter Andreas Schwarz, cantante tedesco (n. 1913)
- 1º aprile - Konstantin Sergeev, ballerino e coreografo sovietico (n. 1910)
- 1º aprile - Edward Smouha, velocista britannico (n. 1909)
- 2 aprile - Nugzar Asatiani, schermidore sovietico (n. 1937)
- 2 aprile - Juan Gómez González, allenatore di calcio e calciatore spagnolo (n. 1954)
- 2 aprile - Hjalmar Karlsson, velista svedese (n. 1906)
- 2 aprile - Brian Shaw, ballerino britannico (n. 1928)
- 2 aprile - Gabriel Tiacoh, velocista ivoriano (n. 1963)
- 2 aprile - Tomisaburō Wakayama, attore giapponese (n. 1929)
- 3 aprile - Giovanni Forti, giornalista italiano (n. 1954)
- 4 aprile - Vincenzo Bertolotto, rugbista a 13 e rugbista a 15 italiano (n. 1912)
- 4 aprile - Cesare Augusto Fasanelli, allenatore di calcio e calciatore italiano (n. 1907)
- 4 aprile - Giuliano Guazzelli, militare italiano (n. 1934)
- 4 aprile - Vintilă Horia, scrittore rumeno (n. 1915)
- 4 aprile - Giuseppe Musinu, generale italiano (n. 1891)
- 4 aprile - Samuel Reshevsky, scacchista polacco (n. 1911)
- 4 aprile - Arthur Russell, violoncellista, cantante e compositore statunitense (n. 1951)
- 4 aprile - Salgueiro Maia, ufficiale portoghese (n. 1944)
- 5 aprile - Vakhtang Chabukiani, ballerino e coreografo georgiano (n. 1910)
- 5 aprile - Suada Dilberović,  croata (n. 1968)
- 5 aprile - Takeshi Inoue, calciatore giapponese (n. 1928)
- 5 aprile - Molly Picon, attrice statunitense (n. 1898)
- 6 aprile - Isaac Asimov, scrittore, biochimico e divulgatore scientifico statunitense (n. 1920)
- 6 aprile - Giulio Liberati, calciatore italiano (n. 1913)
- 6 aprile - Sam Walton, imprenditore statunitense (n. 1918)
- 7 aprile - Ace Bailey, hockeista su ghiaccio canadese (n. 1903)
- 7 aprile - Stefano Ceratti, politico italiano (n. 1937)
- 7 aprile - Yang Kyoungjong, militare coreano (n. 1920)
- 7 aprile - Alix Talton, attrice statunitense (n. 1920)
- 8 aprile - Daniel Bovet, biochimico e esperantista svizzero (n. 1907)
- 8 aprile - Roberto Curcio, pentatleta italiano (n. 1912)
- 8 aprile - Henry Kremer, imprenditore britannico (n. 1907)
- 10 aprile - Ezio Cernich, cestista, allenatore di pallacanestro e dirigente sportivo italiano (n. 1934)
- 10 aprile - Guglielmo De Angelis d'Ossat, ingegnere e architetto italiano (n. 1907)
- 10 aprile - Hermann Eppenhoff, allenatore di calcio e calciatore tedesco (n. 1919)
- 10 aprile - Dante Guagnetti, calciatore italiano (n. 1914)
- 10 aprile - János Kajdi, pugile ungherese (n. 1939)
- 10 aprile - Sam Kinison, comico, cabarettista e attore statunitense (n. 1953)
- 10 aprile - Cec Linder, attore canadese (n. 1921)
- 10 aprile - Peter Dennis Mitchell, biochimico britannico (n. 1920)
- 11 aprile - James Brown, attore statunitense (n. 1920)
- 11 aprile - Heinrich Lausberg, filologo tedesco (n. 1912)
- 11 aprile - Gérard Tichy, attore tedesco (n. 1920)
- 12 aprile - Ilario Bandini, pilota automobilistico e imprenditore italiano (n. 1911)
- 12 aprile - Pietro Bugiani, pittore italiano (n. 1905)
- 12 aprile - Bruno Caizzi, storico e economista italiano (n. 1909)
- 12 aprile - Ademar José Ribeiro, calciatore brasiliano (n. 1940)
- 12 aprile - Marjorie Gestring, tuffatrice statunitense (n. 1922)
- 12 aprile - Ettore Gracis, direttore d'orchestra e compositore italiano (n. 1915)
- 12 aprile - Guerino Grimaldi, arcivescovo cattolico italiano (n. 1916)
- 12 aprile - Deane Keller, pittore e militare statunitense (n. 1901)
- 12 aprile - Alfonso Vinci, alpinista, partigiano e esploratore italiano (n. 1915)
- 12 aprile - Zoja Ivanovna Voskresenskaja, diplomatica, agente segreta e scrittrice sovietica (n. 1907)
- 13 aprile - Mino Doro, attore italiano (n. 1903)
- 14 aprile - Bertram Dean,  britannico (n. 1910)
- 14 aprile - David Miller, regista statunitense (n. 1909)
- 14 aprile - Art'owr Mkrtčyan, politico karabakho (n. 1959)
- 14 aprile - Sammy Price, pianista statunitense (n. 1908)
- 14 aprile - Otello Terzani, politico e rivoluzionario italiano (n. 1899)
- 14 aprile - Valerio Tonini, ingegnere e scrittore italiano (n. 1901)
- 15 aprile - Aleksandr Sevidov, allenatore di calcio e calciatore sovietico (n. 1921)
- 16 aprile - Neville Brand, attore statunitense (n. 1920)
- 17 aprile - John DeVries, paroliere e illustratore statunitense (n. 1915)
- 18 aprile - Giovanni Ferro, arcivescovo cattolico italiano (n. 1901)
- 19 aprile - Frankie Howerd, attore inglese (n. 1917)
- 20 aprile - Marcel Albers, pilota automobilistico olandese (n. 1967)
- 20 aprile - Benny Hill, comico, attore e cantante britannico (n. 1924)
- 20 aprile - Frida Misul, superstite dell'Olocausto italiana (n. 1919)
- 20 aprile - Gian Carlo Wick, fisico italiano (n. 1909)
- 21 aprile - Gerald Feinberg, fisico statunitense (n. 1933)
- 21 aprile - Bruno Ispiro, calciatore italiano (n. 1920)
- 21 aprile - Väinö Linna, scrittore finlandese (n. 1920)
- 21 aprile - Massimo Mida, critico cinematografico, regista e sceneggiatore italiano (n. 1917)
- 21 aprile - Herb Olafsson, cestista canadese (n. 1933)
- 21 aprile - Vladimir Kirillovič Romanov,  russo (n. 1917)
- 22 aprile - Attilio Alfieri, pittore italiano (n. 1904)
- 22 aprile - Steffi Duna, attrice ungherese (n. 1910)
- 23 aprile - Tanka Prasad Acharya, politico nepalese (n. 1912)
- 23 aprile - Ronnie Bucknum, pilota di Formula 1 statunitense (n. 1936)
- 23 aprile - Giuseppe Carmignato, allenatore di calcio e calciatore italiano (n. 1906)
- 23 aprile - Satyajit Ray, regista, sceneggiatore e compositore indiano (n. 1921)
- 23 aprile - Will J. White, attore statunitense (n. 1925)
- 24 aprile - Valdemārs Baumanis, cestista, allenatore di pallacanestro e arbitro di pallacanestro lettone (n. 1905)
- 25 aprile - Ernesto Balducci, presbitero, editore e scrittore italiano (n. 1922)
- 25 aprile - George Mantello, imprenditore ungherese (n. 1901)
- 26 aprile - Jack Dunphy, scrittore statunitense (n. 1914)
- 26 aprile - Humberto Selvetti, sollevatore argentino (n. 1932)
- 26 aprile - Alberta Vaughn, attrice statunitense (n. 1904)
- 27 aprile - Giovanna Galletti, attrice italiana (n. 1916)
- 27 aprile - Olivier Messiaen, compositore, pianista e organista francese (n. 1908)
- 27 aprile - Gerard K. O'Neill, fisico statunitense (n. 1927)
- 27 aprile - Jean Swidzinski, cestista francese (n. 1925)
- 28 aprile - Francis Bacon, pittore irlandese (n. 1909)
- 28 aprile - Brian Pockar, pattinatore artistico su ghiaccio canadese (n. 1959)
- 28 aprile - László Szabados, nuotatore ungherese (n. 1911)
- 28 aprile - Andrea Viglione, generale italiano (n. 1914)
- 28 aprile - Hasan al-Senussi,  libico (n. 1928)
- 29 aprile - Mae Clarke, attrice statunitense (n. 1910)
- 30 aprile - Toivo Kärki, compositore e musicista finlandese (n. 1915)